# Charles Victor de Bonstetten
Pour les articles homonymes, voir Bonstetten (homonymie).
 (août 2025).
Charles Victor de Bonstetten, littérateur et philosophe suisse, protestant, né à Berne le 3 septembre 1745, mort à Genève le 3 février 1832. Il est issu d’une puissante et ancienne famille patricienne bernoise, ce qui lui permet d’exercer plusieurs charges administratives mais aussi de voyager à travers l’Europe et d’acquérir une formation intellectuelle, philosophique et littéraire complète. Il est l’auteur de nombreux ouvrages en français et en allemand dans différents domaines, et ses intérêts sont variés : éducation, administration, économie, philosophie morale, littérature, histoire, géographie, géologie, agronomie… Né une vingtaine d’années avant Madame de Staël ou Benjamin Constant, il est également l’un des piliers du Groupe de Coppet auquel il apporte « sa sagesse et sa mesure, sa connaissance de la diversité européenne comme de la Suisse, un certain bon sens issu de son expérience pratique de l’administration ».

## Parcours biographique
Bonstetten passe sa jeunesse au collège d'Yverdon, y acquérant une formation en partie autodidacte qu'il complète à Genève dans les années troublées 1763-1766. Là, il se lie d’amitié avec Firmin Abauzit et surtout avec Charles Bonnet qui reconnaît ses capacités et l’influencera considérablement. Comme il vient d’une bonne famille, Bonstetten est également admis à la table de Voltaire, à Ferney, même s’il n’en partage pas toutes les opinions. Il complète ensuite sa formation à Leyde (1768-1769) puis séjourne entre 1769 et 1770 à Cambridge auprès de Thomas Gray. Il voyage également à Paris (1771-1772) et en Italie (1773-1774), d’où il produit une vaste correspondance. Il encourage par ailleurs les talents du jeune Jean de Müller.
Promis par sa naissance à une carrière dans la République de Berne, il est membre du Grand Conseil dès 1775, notamment chargé du département de l’instruction publique ; il veut innover, mais ses plans de réformes étant mal accueillis, il a recours à la publication de mémoires pour les défendre. Nommé aux bailliages de Nyon – où, de 1787 à 1793 il a la réputation de "meilleur des baillis" – puis au Tessin, il décide de quitter la République de Berne après 1798. Il s’était attiré « la méfiance du parti réactionnaire par ses idées réformatrices inspirées des Lumières, par ses combats contre la politique du secret et pour la liberté de la presse, par son attitude parfois autoritaire ».
Bonstetten se rend en Allemagne, puis s’établit trois ans à Copenhague (1798-1801) où il fait la connaissance de la poétesse germano-danoise Friederike Brun. Devenu sujet danois par lettres royales en 1798, il revient se fixer à Genève en 1803. De là, il effectue plusieurs voyages en France, en Italie, en Allemagne et en profite pour travailler à ses écrits de littérature (en allemand puis en français), de politique et de philosophie.
Bonstetten est un habitué du Groupe de Coppet, dont il est le doyen. Au sein du groupe, il est entre autres l’un des passeurs de la culture scandinave, notamment danoise, et il est également un intime de Madame de Staël. Dans ses Souvenirs, le duc de Broglie dit de lui qu'il est un « aristocrate bernois, tout à fait exempt des préjugés étroits et hautains de sa famille, de sa caste, de son pays, libéral après comme avant la Révolution, après comme avant la restauration franco-helvétique, philosophe du XVIIIe siècle, éclairé et tempéré par l'étude assidue de Leibniz, métaphysicien dont les écrits, trop tôt et trop oubliés, renferment beaucoup d'idées neuves et d'aperçus ingénieux (...). Sous le poids des infirmités de la vieillesse, il avait la gaieté spontanée, continue, ingénue de l'enfance, la gaieté sans cause et sans but. » Sa vaste correspondance en cours de publication témoigne de l'envergure de son réseau de relations et de ses intérêts cosmopolites, à la mesure des goûts des philosophes de l'époque.
Charles-Victor est le fils de Charles-Emmanuel de Bonstetten et de Maria Elisabeth von Erlach, de Berne. Il a lui-même épousé Marianne Salome von Wattenwyl.
Parmi ses écrits :
- L'Hermite, 1792 ;
- Voyage sur la scène des six derniers livres de l’Énéide, suivi de quelques observations sur le Latium moderne, 1805 ;
- Recherches sur la nature et les lois de l’imagination, 1807 ;
- Pensées sur divers objets de bien public, 1815 ;
- Études sur l’homme ou recherches sur les facultés de sentir et de penser, 1821 ;
- L’Homme du midi et l’homme du nord, 1824 ;
- Souvenirs écrits en 1831, 1831.

## Source
Cet article comprend des extraits du Dictionnaire Bouillet. Il est possible de supprimer cette indication, si le texte reflète le savoir actuel sur ce thème, si les sources sont citées, s'il satisfait aux exigences linguistiques actuelles et s'il ne contient pas de propos qui vont à l'encontre des règles de neutralité de Wikipédia.
- Michel Delon, «Le Groupe de Coppet» dans Roger Francillon (dir.), Histoire de la littérature en Suisse romande, tome 1, 1996
- Étienne Hofmann et François Rosset, Le Groupe de Coppet, Presses polytechniques et universitaires romandes, 2005
- Pierre Larousse, Grand dictionnaire universel du XIXe siècle
- « Charles Victor de Bonstetten » dans le Dictionnaire historique de la Suisse en ligne.
- Souvenirs 1785-1870 du feu duc de Broglie, t.2 (livre IV, 1818), Paris, Calmann Lévy, 1886